# Paços do Concelho de Praia da Vitória
Os Paços do Concelho, ou Câmara Municipal de Praia da Vitória, localizam-se no Largo Francisco Ornelas da Câmara, na freguesia de Santa Cruz, município da Praia da Vitória, na ilha Terceira, nos Açores.
Encontram-se classificados como Imóvel de Interesse Público pelo Decreto n.º 36.383, de 23 de junho de 1947.

## História
O primitivo edifício data do século XVI, tendo sido erguido em 1540 às expensas do capitão donatário, Antão Martins Homem. Essa construção, que se localizava junto ao mar, foi destruída pelo grande terramoto de 1614.
Reconstruída no século XVII, a atual construção apresenta uma fachada e torre sineira, característica comum a outras câmaras municipais no país.

## Características
O edifício onde se encontra instalada a Câmara Municipal da Praia da Vitória apresenta um traçado bastante característico, com escadaria externa larga e bem lançada, um alpendre e torre sineira. Sobre a porta desta última encontra-se gravada a data de 1596 que, segundo alguns historiadores é a data da sua conclusão.
É formado por um corpo principal composto por dois pisos e uma torre sineira situada à direita e à face da fachada principal. O acesso ao piso superior do corpo principal faz-se por uma escadaria dupla na frontaria, simétrica, cujos lanços são paralelos à fachada e desembocam num balcão coberto por um alpendre.
O acesso ao piso inferior faz-se através de uma abertura mainelada, sob o balcão, com um curto lanço de escadas perpendicular à fachada.

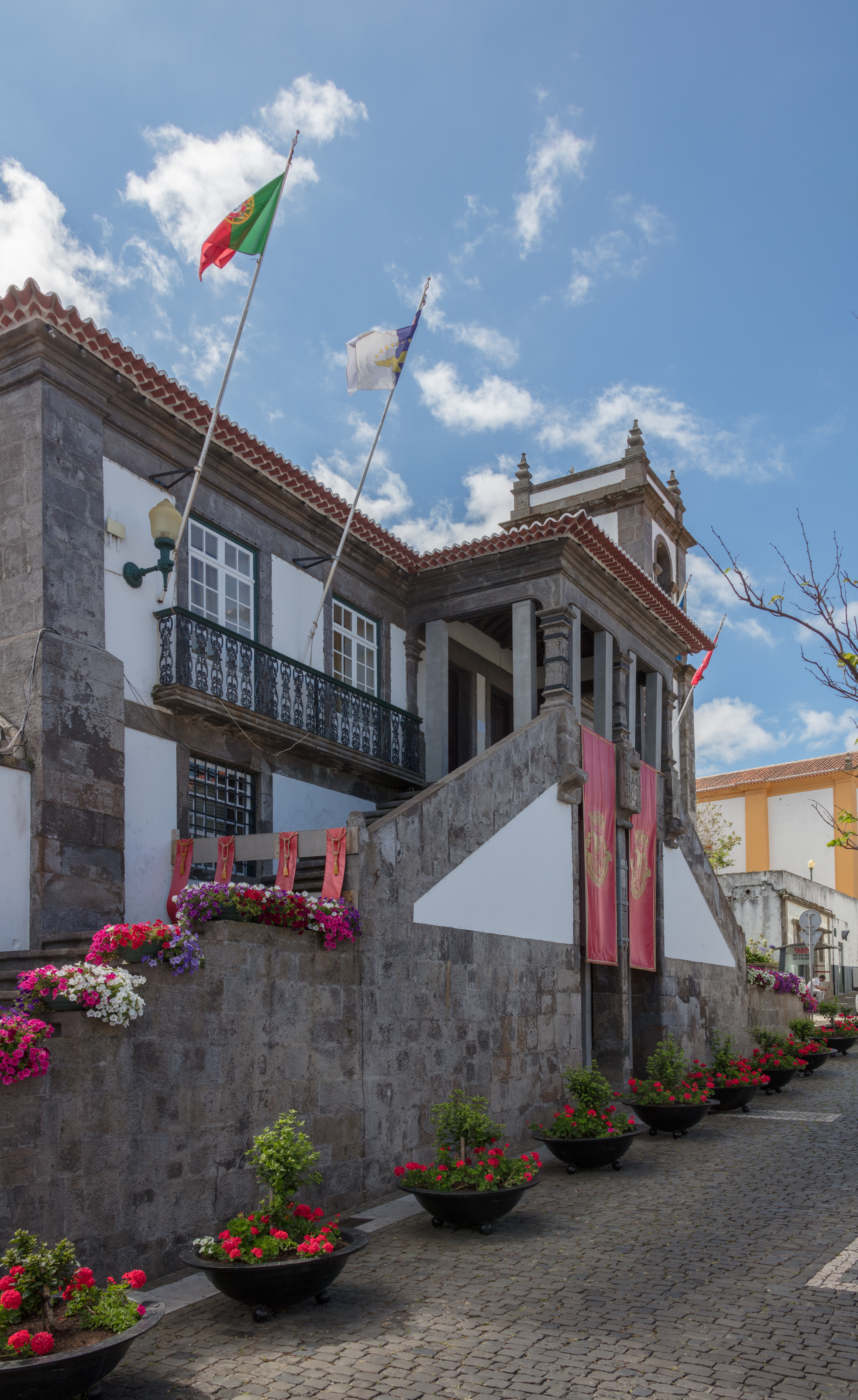
Câmara Municipal de Praia da Vitória, ilha Terceira.

Em cada extremo do piso térreo do edifício encontra-se uma janela dotada de peito quadrangular e gradeada. No piso superior existem outras duas janelas, estas com sacada, de cada lado do alpendre e dispostas simetricamente, correspondendo a cada par uma varanda corrida com a consola em cantaria, que é estriada na sua face externa e com guarda em ferro fundido com corrimão de madeira.
Cada piso do edifício ostenta um lintel elaburado em cantaria aparente que se estende por toda a largura da fachada de forma a absorver as vergas dos vãos.
O lintel do piso superior prolonga-se contornando o alpendre e apoia-se em colunas cujas bases e plintos constituem como que intumescimentos decorativos da guarda do balcão ao encastra-se abaixo desta por meio de mísulas.
No enfiamento da coluna central o intumescimento transforma-se num brasão com as Armas Reais de Portugal.
A base da torre sineira apresenta uma planta de forma quadrangular, com os cunhais bem marcados e com plintos salientes e duas cornijas que vão limitar a secção sineira encontra-se uma placa comemorativa, onde se lê:
"Esta é a Câmara de Diogo de Teive, Álvaro Martins Homem, Pero de Barcelos. Que aqui povoaram e daqui abriram à Europa os mares do Oeste. 1960 Ano do Infante"

## Lista de Presidentes da Câmara
- Francisco Lourenço Valadão